# Distretto di Xiengkho
Il distretto di Xiengkho è uno degli otto distretti (mueang) della provincia di Houaphan, nel Laos. Ha come capoluogo la città di Xiengkho.